# Ipertensione (album)
Ipertensione, pubblicato nel 1975, è un album del cantautore Roberto Vecchioni.

## Descrizione[1]
È il secondo album prodotto da Michelangelo Romano, ed è il primo per la nuova casa discografica, la Philips (non tenendo conto di Barbapapà, che racchiude canzoni per bambini) e prosegue il discorso musicale di Il re non si diverte. 
È stato registrato a Roma, negli studi Chantalalain di Roma, di proprietà Bobby Solo (che infatti viene citato nell'interno di copertina come tecnico del suono con il suo vero nome, Roberto Satti) e negli studi Phonogram di Milano (il tecnico del suono è Davide Marinoni). 
Tra i musicisti presenti nel disco sono da segnalare due componenti del gruppo di rock progressivo dei Madrugada, Alessandro Zanelli (detto Billy) e Gianfranco Pinto oltre a due componenti de I Nuovi Angeli (per cui Vecchioni ha scritto molte canzoni), Paki Canzi e Mauro Paoluzzi; questi ultimi due hanno anche curato gli arrangiamenti dell'album. 
Nelle canzoni I poeti e Canzonenoznac è presente un saxofonista, non citato però tra i musicisti presenti (così come non vengono citate le coriste che cantano in Tutta la vita in un giorno).
Tutte le canzoni sono scritte da Vecchioni, tranne Irene, che è una cover di Try (Try To Fall In Love), scritta da Norman DesRosiers per il suo gruppo The Groupies (che la incisero nel 1974) e portata al successo nel 1975 da Ricky Nelson; il testo italiano non è però una traduzione dall'inglese, ma una riscrittura originale operata dal cantautore. 
La copertina è un disegno di Claudio Doveri su idea di Mario Vivona, e raffigura la mano di un giullare che tira la fune: nel poster allegato si può vedere il disegno completo, dove all'altro capo della corda vi è un'altra mano che tira. 
La camicia interna presenta, oltre ai testi, una foto (sempre di Vivona) di una bambola senza testa sulla riva del mare. 
Le canzoni sono tutte edite dalle Edizioni musicali Chappell.

## Le canzoni

### Irene
Come ricordato, è l'unica canzone la cui musica non è di Vecchioni; il testo si rivolge ad Irene Bozzi, all'epoca moglie del cantautore, ed è un'incitazione ad essere autonoma, a fare delle scelte precise:
»

Anni dopo così dichiarerà il cantautore:

### Canzone per Laura
Per la seconda volta torna, in un testo di Vecchioni, il nome di Laura, che come il cantautore ha dichiarato più volte, non è una persona reale ma un simbolo della coscienza interiore dello stesso Vecchioni, come del resto gli altri personaggi citati nel brano
Il primo testo con questo nome è Laura (dei giorni andati), scritta per i Gens; avremo poi nel 1984 Ridi Laura ed infine, in Bei tempi del 1985, la citazione nella title track («E Laura che mi sorrideva, e Laura che non ritornava»).

Nel testo di Canzone per Laura si ha anche un altro aspetto tipico del cantautore, cioè l'uso di personaggi storici che vengono presentati come dei mistificatori o degli imbroglioni: basti pensare a come è descritto Ulisse in Aiace, o a Roland...in questo caso invece è preso di mira Marco Polo, che si immagina partito ma arrivato soltanto a Bari.....«Poi disse ho visto orienti magici, almeno aveva avuto della fantasia...».

Così motiva Vecchioni questo utilizzo della storia:

### I poeti
La canzone è un lucido atto d'accusa nei confronti di certi intellettuali che abusano, anche economicamente, della posizione sociale ed economica raggiunta, spesso grazie ad un conformismo politico e culturale che rende le loro opere, nate senza particolari motivi di ispirazione,  scontate e prive di originalità ("I poeti son vecchi signori che mangian le stelle distesi sui prati delle loro ville, e s'inventano zingare e more per farsi credibili agli occhi del mondo col loro dolore [...]. I poeti si fanno le pippe coi loro ricordi: la casa, la mamma, le cose che perdi; e poi strisciano sui congiuntivi: se fossi, se avessi, se avessi e se fossi, se fossimo vivi"). L'accusa investe anche altre sfere: quella della mancanza di coraggio in eventi quali la guerra ("I poeti hanno visto la guerra con gli occhi degli altri che tanto per vivere han perso la pelle"), quella del servilismo - specie da parte degli intellettuali di sinistra - nei confronti di qualsiasi potere ("I poeti son liberi servi di re e cardinali che van ripetendo noi siam tutti uguali; e si tingono di rosso vivo ciascuno pensando: Il giorno del nobel farò l'antidivo") e quella degli eccessi come l'alcol o alcuni comportamenti sessuali spesso giustificati da parte della critica e del pubblico.

### Canzonenoznac
In questo brano si riprende un tema caro a Vecchioni, quello del doppio, rappresentato qui da due politici che, in un ipotetico ed apparentemente felice futuro («Dal millenovecentottanta, anno di grazia e di alleanza,/ felice e immobile la gente viveva solo del presente») si scontrano... per poi scoprire nel finale, in cui il leader della parte scura si toglie la barba posticcia, che si tratta della stessa persona, come spiega lo stesso cantautore:

### Alighieri
Canzone complessa, con un alternarsi di strofe cantate (che raccontano l'amore per Adriana, la ragazza di Luci a San Siro) e recitate (che descrivono invece la vita attuale del cantautore).

Il titolo deriva dai versi finali in cui Vecchioni si descrive mentre spiega ai suoi alunni Dante: «Nei tre canti di Cacciaguida si descrive una Firenze sobria e pudica, quando non v'era giunto ancor Sardanapalo a mostrar ciò che 'n camera si puote. E da Firenze il discorso si espande a tutto il mondo: diventa universale. Ed è qui che l'Alighieri troneggia, in un crescendo di malinconia e passione che definirei come... che definirei quasi... che definirei come...».

Nel 2005 il brano è stato ripreso, eliminando le parti recitate, nell'album dal vivo Il contastorie.

### Tutta la vita in un giorno
Tutta la vita in un giorno è un collage sonoro, che racchiude l'inno bandistico della polizia motorizzata tedesca (risalente al 1940), una radiocronaca dell'elezione di miss Italia ed un breve frammento cantato di Vecchioni.

### Pesci nelle orecchie
Il testo è molto simbolico, e di non immediata lettura; così lo spiega Vecchioni:
Nel brano viene anche citata Luci a San Siro («Le luci di San Siro sono state solo fatti miei»).

La canzone, che è la più lunga del disco, è stata reincisa da Vecchioni, eliminando alcune strofe, nel 1984 nell'album Il grande sogno.

## Tracce
Lato A
1. Irene - 6:12
2. Canzone per Laura - 4:37
3. I poeti - 6:03
4. Canzonenoznac - 3:46

Lato B
1. Alighieri - 7:21
2. Tutta la vita in un giorno - 2:52
3. Pesci nelle orecchie - 9:04

## Formazione
- Roberto Vecchioni – voce
- Pietro Rapelli – batteria, percussioni
- Paki Canzi – tastiera
- Gianfranco Pinto – tastiera
- Billy Zanelli – basso
- Mauro Paoluzzi – batteria, percussioni, chitarra
- Vincenzo Castella – mandolino